# محطة دينفير روشيرو
محطة دينفير روشيرو  (بالفرنسية: Gare de Denfert-Rochereau) هي محطة قطار فرنسية على خط سيكو ‏، وتقع في الدائرة الرابعة عشرة في باريس. افتتحت في عام 1846، وهي واحدة من أقدم المحطات الموجودة في نظام السكك الحديدية الفرنسية.